# Topcon RE Super
Le Topcon RE Super, ou Beseler Topcon Super D aux États-Unis, a été lancé par Tokyo Kogaku KK en 1963 et fabriqué jusqu’en 1971, date à laquelle il a été mis à niveau vers le Super D et à nouveau vers le Super DM l’année suivante. La vente générale s’est poursuivie pendant plusieurs années. Ces derniers modèles sont équipés d’un levier de verrouillage de l’obturateur sur le collier de déclenchement de l’obturateur. Il s’agit d’un appareil photo reflex 35 mm orienté professionnel qui disposait d’une gamme complète d’accessoires. Il dispose d’un viseur pentaprisme amovible et d’un écran de mise au point. Il est doté de la monture d'objectif à baïonnette Exakta (en) pour des objectifs interchangeables. Une griffe porte-accessoires spéciale est située à la base du bouton de rembobinage avec un connecteur de synchronisation PC (en) standard à côté. Le bouton de déverrouillage est placé à l'avant droit de l'appareil, mais il n'y a pas de système de blocage du miroir ; cela a été inclus dans les versions mises à niveau. L'objectif standard est le RE. Auto-Topcor 1:1.4 f=5.8cm ou la version 1:1.8 légèrement plus lente. Un enrouleur à piles peut être fixé à la base de l'appareil.
Certaines caractéristiques communes de la photographie reflex 35 mm ont été vues pour la première fois sur le Topcon RE Super. Parmi ceux-ci se trouve la mesure de l'exposition à travers l'objectif. Cela a permis d’améliorer la précision de l’exposition, en particulier en macrophotographie en gros plan à l’aide de soufflets ou de bagues d'extension, et en téléphotographie avec des objectifs à longue focale. En plus de cette fonctionnalité, la mesure est à pleine ouverture. À cette fin, les objectifs RE disposent d’un simulateur d’ouverture qui relaie l’ouverture préréglée au posemètre à pleine ouverture, conservant une image lumineuse dans le viseur tout en déterminant l’exposition correcte, en évitant la méthode dite "d'arrêt" (stop-down). La cellule fonctionne également indépendamment du viseur pentaprisme, ce qui permet différentes configurations de viseur. La cellule de mesure est en fait incorporée dans le miroir du viseur reflex de l’appareil photo. Ceci a été accompli en fraisant des fentes étroites dans la surface du miroir laissant passer une fraction de la lumière jusqu’à la cellule CdS placée juste derrière.
Identification des différents modèles (reste du monde/USA)
- Topcon RE Super / Beseler Topcon Super D : type 46A, n° de série préfixe 46. Période de production : 1963 à 1971
- Topcon Super D / Beseler Topcon Super D : type 71A, n° de série préfixe 71. Période de production : 1972 uniquement
- Topcon Super DM / Topcon Super DM : type 72A, n° de série préfixe 72. Période de production : 1973 seulement

Tous les modèles étaient disponibles en finition chromée ou émaillée noire.

## Tokyo Kogaku KK
Tokyo Kogaku KK (Topcon) a lancé son premier appareil photo reflex 35 mm en 1957, environ deux ans avant le Nikon F et le Canonflex. Il s'agissait du Topcon R, avec la monture d'objectif à baïonnette de l'appareil photo Exakta Varex d'Ihagee à Dresde, successeur du Kine Exakta (en) de 1936. Il a également été inspiré par l'appareil Zeiss Ikon Contax S ainsi que par le Miranda T (en) japonais, la forme du boîtier étant plutôt celle du premier et le prisme de visée amovible celui du second. Cependant, ce n’est qu’en 1963 que le nom Topcon est devenu célèbre en introduisant le Topcon RE Super, un événement qui a pris toute l’industrie de l’appareil photo par surprise : cet appareil était doté d’une mesure d’exposition à travers l’objectif (TTL), à pleine ouverture de l’objectif. Le RE Super a été entièrement conçu pour le travail professionnel, soutenu par un choix d’objectifs et d’accessoires pour le compléter. L’importateur américain était la Charles Beseler Company et il a été vendu sous le nom de Beseler Topcon Super D.

## Les objectifs interchangeables pour le RE Super

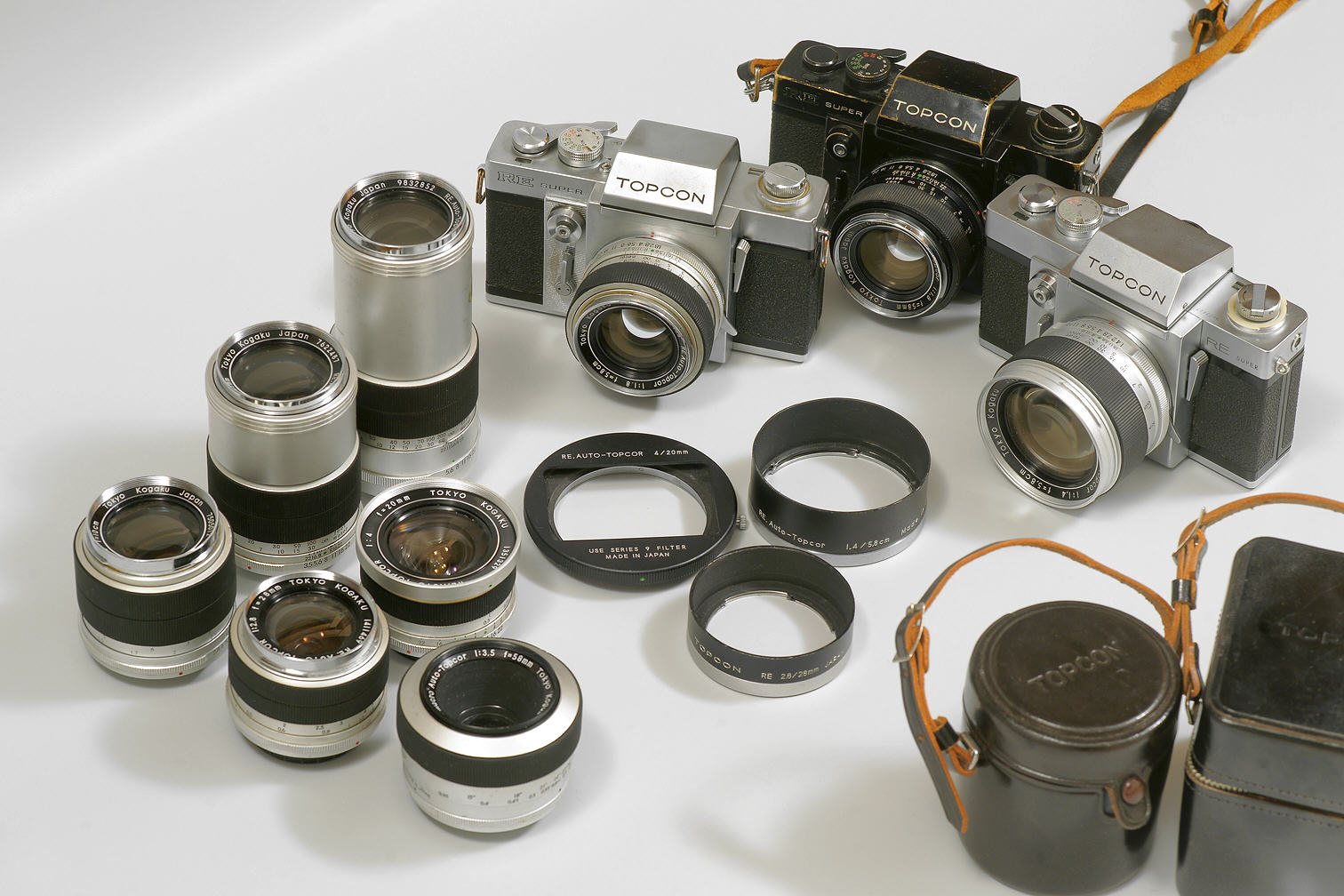
L'appareil avec un ensemble d'objectifs et de filtres

Les objectifs suivants ont leur propre bague de mise au point :
- RE. Auto-Topcor 1 :4.0 f= 20mm filtre 62 mm, introduit en 1969
- RE. Auto-Topcor 1 :3.5 f= 25mm filtre 62 mm, introduit en 1965
- RE. Auto-Topcor 1 :2.8 f= 28mm filtre 49 mm, introduit en 1971
- RE. Auto-Topcor 1 :2.8 f= 35mm filtre 49 mm, introduit en 1963
- RE. GN Auto-Topcor 1 :1.8 f= 50mm filtre 62 mm, introduit en 1973 avec l'ouverture de l'objectif interconnectée à la distance réglée sur la bague de mise au point de l'objectif.
- RE. GN Auto-Topcor M 1 :1.4 f= 50mm filtre 62 mm, introduit en 1973 avec l'ouverture de l'objectif interconnectée à la distance réglée sur la bague de mise au point de l'objectif[2].
- RE. Auto-Topcor 1 :1.4 f= 58mm filtre 62 mm, introduit en 1963
- RE. Auto-Topcor 1 :1.8 f= 58mm filtre 49 mm, introduit en 1963
- RE. Macro Auto-Topcor 1 :3.5 f=58mm filtre 49 mm
- RE. Auto-Topcor 1 :1.8 f= 85mm filtre 62 mm, introduit en 1973
- RE. Auto-Topcor 1 :2.8 f= 100mm filtre 49 mm, introduit en 1965
- RE. Auto-Topcor 1 :3.5 f= 135mm filtre 49 mm, introduit en 1963
- RE. Auto-Topcor 1 :5.6 f= 200mm filtre 49 mm, introduit en 1966
- RE. Auto-Topcor 1 :5.6 f= 300mm filtre 62 mm, introduit en 1965
- RE. Auto-Topcor 1 :5.6 f= 500mm, introduit en 1969
- RE. Zoom Auto-Topcor 1 :4.7 f= 87~205mm filtre 58 mm, introduit en 1967

De plus, une gamme d’objectifs spéciaux sans bague de mise au point (à utiliser avec un soufflet ou un tube d'extension de mise au point) était disponible pour le travail macro :
- Macro Topcor 1 :3.5 f= 30mm
- Macro Topcor 1 :3.5 f= 58mm
- Macro Topcor 1 :4 f= 135mm